# Scams
Scams är en rockgrupp från trakterna kring Växjö bestående av Tobias, Kriss, Daniel och Don. I mitten av 2007 fick gruppen sitt första skivkontrakt. Scams har uppträtt på Hultsfredsfestivalens rookiescen och hos Nicki Wicked på MTV Fuzz.

## Medlemmar
- Daniel Kvist – sång, gitarr
- Kriss Biggs – basgitarr
- Tobias Ander – trummor
- Linus Olsson – gitarr

## Utgivning
Scams har släppt skivorna Noize Booze 'n' Tattooz (EP) på vinyl och CD samt albumet One Night of Mayhem. Skivorna gavs ut av Örebro-bolaget Zorch Productions år 2007. På senare år har bandet blivit hårdare, och 2010 kom albumet Rock And Roll Krematorium som hade ett betydligt argare sound. Mer i stil med AC/DC och Turbonegro.